# Dylan Donkers
Dylan Donkers (Boxmeer, 11 augustus 1994) is een voormalige Nederlandse profvoetballer die op meerdere posities als verdediger inzetbaar was, bij voorkeur als rechtsback.

## VVV-Venlo
Donkers werd vanuit de A-jeugd van VVV-Venlo met ingang van het seizoen 2013-14 als amateurspeler overgeheveld naar het eerste elftal. Op 21 maart 2014 maakte hij er zijn competitiedebuut in de thuiswedstrijd tegen FC Oss (3-2). Hij had een basisplaats als vervanger van de geblesseerde rechtsback Guus Joppen. In juni 2014 tekende Donkers in Venlo een contract voor twee jaar met een optie voor nog eens twee jaar. Met zijn eerste competitiedoelpunt op 8 mei 2015 in het thuisduel tegen N.E.C. (3-1) had de verdediger een belangrijke bijdrage in het bereiken van de Venlose eerstedivionist van de play-offs.
In 2016 besloot VVV zijn aflopende contract niet te verlengen. Tweededivisionist VV UNA slaagde er eind augustus in om Donkers vast te leggen. Hij vertrok in februari 2017 bij UNA. In maart 2018 ging Donkers voor Olympia '18 spelen.

## Clubstatistieken
| Seizoen         | Club            | Competitie      | Competitie | Competitie | Beker | Beker | Playoffs | Playoffs | Totaal | Totaal |
| Seizoen         | Club            | Competitie      | Wed.       | Dlp.       | Wed.  | Dlp.  | Wed.     | Dlp.     | Wed.   | Dlp.   |
| --------------- | --------------- | --------------- | ---------- | ---------- | ----- | ----- | -------- | -------- | ------ | ------ |
| 2013/14         | VVV-Venlo       | Eerste divisie  | 6          | 0          | 0     | 0     | 0        | 0        | 6      | 0      |
| 2014/15         | VVV-Venlo       | Eerste divisie  | 4          | 1          | 0     | 0     | 1        | 0        | 5      | 1      |
| 2015/16         | VVV-Venlo       | Eerste divisie  | 3          | 0          | 1     | 0     | 0        | 0        | 4      | 0      |
| 2016/17         | VV UNA          | Tweede divisie  | 9          | 0          | 1     | 0     | –        | –        | 10     | 0      |
| Carrière totaal | Carrière totaal | Carrière totaal | 22         | 1          | 2     | 0     | 1        | 0        | 25     | 1      |